# Pat Garrett & Billy the Kid
Pat Garrett & Billy the Kid — музичний альбом Боба Ділана. Виданий 13 липня 1973 року лейблом Columbia. Загальна тривалість композицій становить 35:23. Альбом відносять до напрямку фольк-рок.

## Про альбом
Платівка в основному складається із інструментальної музики, хоча також містить одну із улюблених пісень Ділана і один із його найбільших хітів — «Knockin' On Heaven's Door», котрий потрапив у Топ 20 по обидві сторони Атлантики.
Альбом став золотим і досяг #16 позиції в чартах США і #29 — у Великій Британії.

## Список пісень
| #   | Назва                                 | Тривалість |
| --- | ------------------------------------- | ---------- |
| 1.  | «Main Title Theme (Billy)»            | 6:06       |
| 2.  | «Cantina Theme (Workin' for the Law)» | 2:56       |
| 3.  | «Billy 1»                             | 3:55       |
| 4.  | «Bunkhouse Theme»                     | 2:15       |
| 5.  | «River Theme»                         | 1:28       |
| 6.  | «Turkey Chase»                        | 3:34       |
| 7.  | «Knockin' on Heaven's Door»           | 2:32       |
| 8.  | «Final Theme»                         | 5:23       |
| 9.  | «Billy 4»                             | 5:03       |
| 10. | «Billy 7»                             | 2:07       |